# Riksmötet 2013/2014
Riksmötet 2013/14 var Sveriges riksdags verksamhetsår 2013–2014. Det påbörjades vid riksmötets öppnande den 17 september 2013 och pågick fram till riksmötets öppnande 2014, som ägde rum den 30 september, efter 2014 års riksdagsval.
Riksdagens talman under riksmötet 2013/14 var Per Westerberg (M).

## Talmanspresidiet
| Talman             | Första vice talman         | Andra vice talman | Tredje vice talman |
|                    | Ingen fri bild tillgänglig |                   |                    |
| Per Westerberg (M) | Susanne Eberstein (S)      | Ulf Holm (MP)     | Jan Ertsborn (FP)  |
| ------------------ | -------------------------- | ----------------- | ------------------ |

## Händelser och beslut i urval
- 17 september: Riksmötets öppnande.
- 18 september: Regeringen överlämnar sin budgetproposition för år 2014 till riksdagen.
- 20 november: Riksdagen beslutade att bifalla regeringens budgetproposition för år 2014.
- 12 december: 
  - Riksdagen beslutar om ändringar i distansavtalslagen. Lagändringen innebär bland annat ångerrätten även inkluderar inköp på offentliga platser.
  - Riksdagen godkänner ett frihandelsavtal mellan Europeiska unionen och Sydkorea.
- 29 april: Riksdagen beslutar att den som blir anhållen ska få veta varför, tidigare gällde detta främst vid häktningar.
- 27 maj: 
  - Riksdagen beslutar att införa en ny lag om straff för folkmord, brott mot mänskligheten och krigsförbrytelser. Enligt lagen ska bland annat dessa ärenden inte kunna bli preskriberade och straffen skärps.
  - Riksdagen godkänner ett avtal mellan flera EU-länder som innebär att ett patent kan bli giltigt i nästan hela EU genom en enda ansökning.
- 10 juni: Riksdagen beslutar att Sverige ska tillträda FN:s vapenhandelsfördrag.
- 18 juni: Riksdagen ger länsstyrelserna möjlighet att upphäva strandskyddet vid små sjöar och vattendrag, förutsatt att områdena inte är av stor vikt.
- 25 juni: Riksdagen beslutar att sedlar och mynt utom tiokronan ska ersättas med nya sedlar och mynt med 2015-2017 som övergångsperiod.

## Riksdagens sammansättning

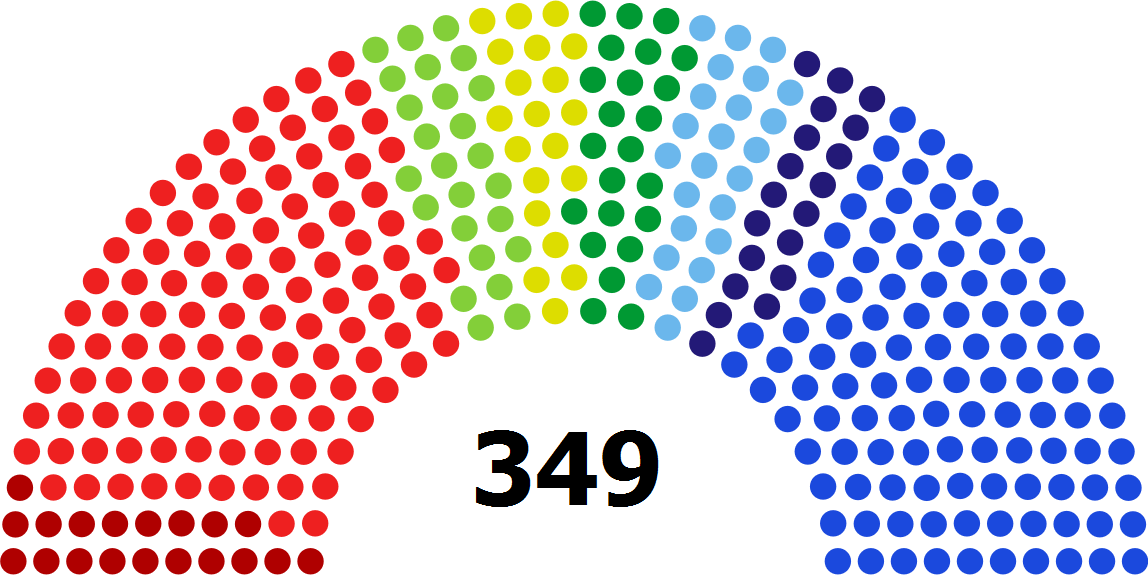
Mandat i Sveriges riksdag under riksmötet 2013-2014.

- Socialdemokraterna, 112
- Moderaterna, 107
- Miljöpartiet, 25
- Folkpartiet, 24
- Centerpartiet, 23
- Sverigedemokraterna, 20
- Vänsterpartiet, 19
- Kristdemokraterna, 19
- Totalt: 349

## Partiledare
- S: Stefan Löfven
- M: Fredrik Reinfeldt
- MP: Gustav Fridolin och Åsa Romson (språkrör)
- FP: Jan Björklund
- C: Annie Lööf
- SD: Jimmie Åkesson
- V: Jonas Sjöstedt
- KD: Göran Hägglund